# Jakob Ayrer
Pour les articles homonymes, voir Ayrer.
Jakob Ayrer (mars 1543 à Nuremberg - 26 mars 1605 à Nuremberg) est un auteur dramatique allemand, connu surtout pour ses pièces de carnaval, les Fastnachtsspiele.
Il aurait été quincailler, puis il aurait étudié la théologie et le droit à Bamberg avant de devenir notaire impérial et procureur à Nuremberg.
Considéré comme un successeur de Hans Sachs, Jakob Ayrer est l'auteur d'une centaine de pièces, dont une soixantaine ont survécu, réunies sous le titre Opus Theatricum et publiées à Nuremberg en 1618. Ses pièces ont été fortement influencées par le théâtre élisabéthain, répandu par les troupes de « comédiens anglais » qui sillonnent l'Europe à la fin du XVIe siècle. Certaines de ses pièces, parmi lesquelles on compte une trentaine de tragédies et de comédies, sont dérivées des mêmes sources que celles de Shakespeare, dont il a adapté plusieurs œuvres.
Jakob Ayrer est également l'auteur d'une traduction des Psaumes, restée inédite, et d'une chronique de Bamberg, parue en 1838 sous le titre Chronik der Stadt Bamberg.